# غريغور فان ديك
غريغور فان ديك (بالهولندية: Gregoor van Dijk)‏ مواليد 16 نوفمبر 1981 بمدينة خرونينغن، هو لاعب كرة قدم هولندي يشغل مركز وسط ميدان، يمارس حاليا بنادي أيك لارنكا في قبرص.

## حياته الشخصية
هو ابن المدرب جان فان ديك، و أخ الاعب دومينيك فان ديك.

## روابط خارجية
- غريغور فان ديك على موقع الاتحاد الدولي (مؤرشف)  (الإنجليزية)
- غريغور فان ديك على موقع قاعدة بيانات كرة القدم.إي يو (الإنجليزية)
- غريغور فان ديك على موقع Soccerway.com (الإنجليزية)
- غريغور فان ديك على موقع عالم كرة القدم.نت (الإنجليزية)
- غريغور فان ديك على موقع كووورة
- Profile at Voetbal International